# Brake - Fino all'ultimo respiro
Brake - Fino all'ultimo respiro (Brake) è un film del 2012 diretto da Gabe Torres.
Pellicola thriller d'azione di produzione statunitense con soggetto e sceneggiatura di Timothy Mannion e Andrew Hilton.

## Trama
L'agente dei Servizi Segreti Jeremy Reins viene rapito, ma scopre di essere una pedina in un complotto terroristico. Osservando il tempo che scorre verso una catastrofe, Jeremy si trova costretto ad ascoltare il mondo estremo sull'orlo del collasso, sapendo che è l'unico modo di proteggere le persone che ama.